# فرانك بوست
فرانك بوست (بالإنجليزية: Frank Post)‏ هو دراج أمريكي، ولد في 20 أبريل 1962 في واتسونفيل في الولايات المتحدة.